# The Operation M.D.
The Operation MD és un projecte format per Cone McCaslin de Sum 41 i Todd Morse de H2O.
Com a gènere és una combinació es podria definir entre; Garage rock Rock alternatiu Garage punk i electrònica.
La banda va debutar amb el seu àlbum We Have An Emergency llançat el febrer del 2007 per Aquarius Records.
La banda està actualment treballant en el seu segon àlbum d'estudi, que probablement es lliurarà, l'estiu del 2009.

## Banda
- Todd Morse (Dr. Rocco) - Veu, Guitarra, Teclat
- Cone McCaslin (Dr. Dynamite) - Baix, Veu, Teclat
- Matt Brannan - Bateria (no és membre oficial de la banda però va ajudar a We Have An Emergency)

### Altres membres
Membres que han treballat a l'àlbum però no s'acrediten:
- Matt Brann - Bateria
- Dr. Dinero - Bateria (no acreditat)
- Dr. London - Guitarra (no acreditat)
- Dr. Space - Bateria (no acreditat)
- Dr. Wo - Guitarra (no acreditat)
- Dr. Simpson - Bateria (no acreditat)

## Discografia
- We Have An Emergency (2007)
- Birds + Bee Stings (2010)
- We Stand - Song for Africa (cançó)

## Senzills
- "Sayonara". El director del vídeo va ser Steve Jocz de Sum 41.
- "Someone Like You". El director del vídeo va ser Steve Jocz de Sum 41.